# Monte Donato
Monte Donato è una località collinare all'interno del territorio del comune di Bologna.

## Geografia fisica
Il rilievo di Monte Donato raggiunge una altezza di circa 180 m e si trova circa 5 km a sud del centro di Bologna. Dal punto di vista geologico la zona era caratterizzata dalla presenza di ciottoli e gessi, che sono state usate nei secoli per le fondamenta delle torri di Bologna. Situato tra il rio di Monte Griffone e il corso del torrente Savena, il poggiolo di Monte Donato è costituito da gessi messiniani. È possibile osservare in zona i fronti di antiche cave, alcune di morfologia carsica. Sul territorio sono presenti grotte, inghiottitoi e risorgenti di interesse idrogeologico.
Come già detto il materiale estratto dalle cave è stato usato più volte nella storia della città di Bologna, tra cui nella costruzione della prima cinta di mura di epoca tardo-antica (la cosiddetta Cerchia di Selenite). Nel XIX secolo vennero ritrovati in zona alcuni resti di valore storico tra cui alcuni pesci fossili, ritrovati da Luigi Bombicci e ora esposti nel museo a lui dedicato, appartenente all'Università di Bologna.

## Geografia antropica

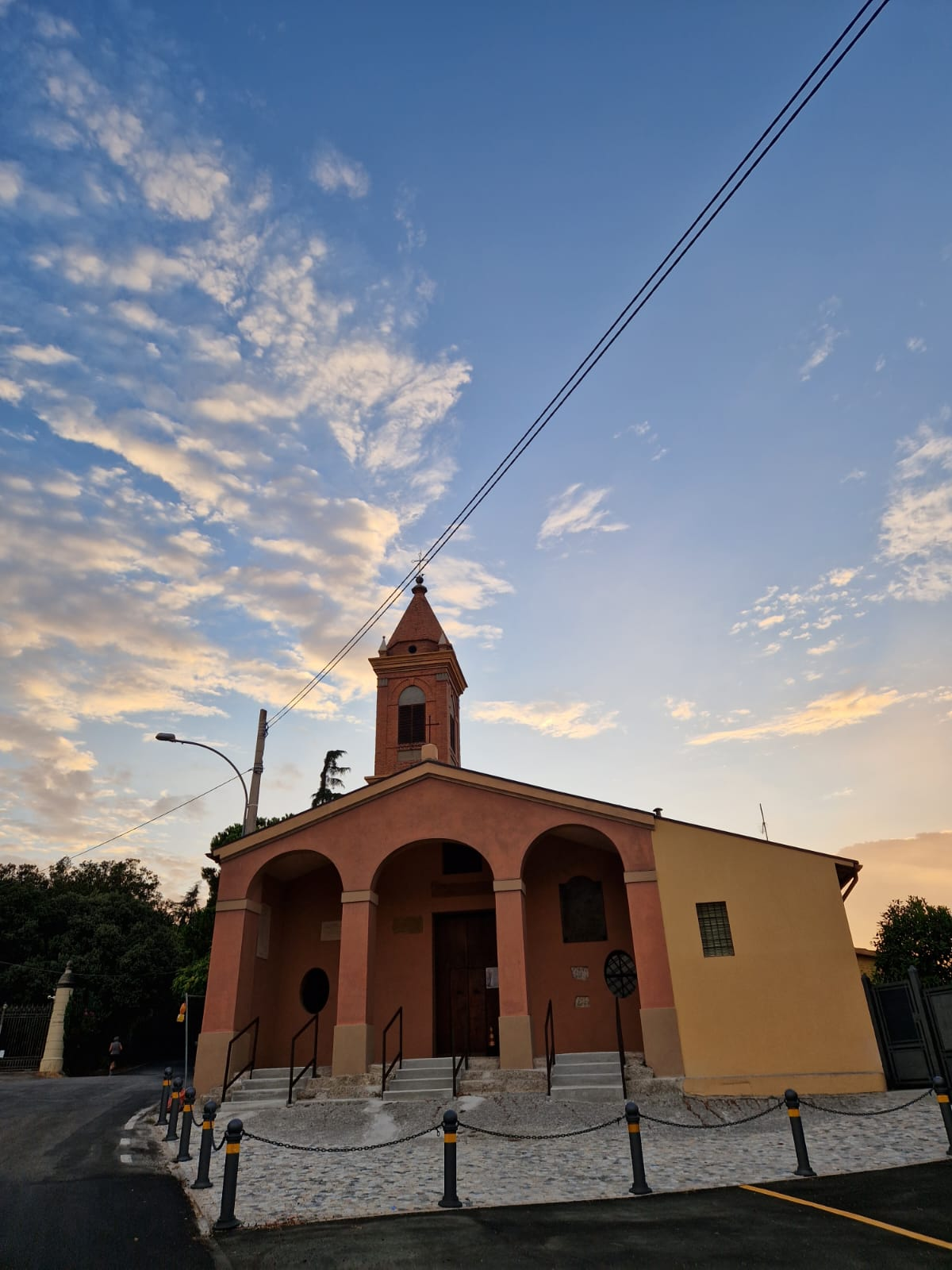
Parrocchia della Beata Vergine del Carmine di Monte Donato

Attualmente il borgo di Monte Donato è una zona residenziale, facente parte del Quartiere Savena. Sono presenti numerosi edifici residenziali, una zona adibita a parco pubblico (che si trova ad alcune centinaia di metri di distanza dal centro del borgo) e la chiesa della Beata Vergine del Carmine. Sotto il portico che si trova davanti alla chiesa è presente una lapida che ricorda gli abitanti del borgo che hanno per so la vita durante il secondo conflitto mondiale. È presente una torre piezometrica ormai in disuso (progettata nel 1908 e inaugurata nell'agosto del 1911, in utilizzo fino a poco dopo la seconda guerra mondiale); sulla torre è situata una meridiana costruita dal geodeta Federico Guarducci nel 1914, visibilmente danneggiata da un proiettile d'artiglieria che esplose nel 1944 durante un attacco all'adicente Chiesa del Carmine e che causò due morti, oltre ai danni alla torre e alla meridiana.

### Borgo dei Gessaroli
Il borghetto si trova a Sud dell'area di Monte Donato e non ne fa direttamente parte, ma la sua nascita è collegata alla cave di ciottoli, quarzo e selenite presenti a Monte Donato. L'attuale borgo risale al XIX secolo ed è stato costruito per ospitare i lavoratori delle cave. Si trova alcune centinaia di metri a sud, in linea d'aria, dal borgo di Monte Donato, ed è collegato a questo dalla via dell'Angelo Custode.